# Formelda Hyde
Formelda Hyde, nombre artístico de Brian Garcia (Phoenix, 12 de enero de 2000) es un artista drag estadounidense, conocido por competir en la cuarta temporada de The Boulet Brothers' Dragula. Es el primer y único drag king de máscara en aparecer en una competición televisiva.

## Primeros años
Brian nació el 12 de enero de 2000 en la ciudad de  Phoenix, Arizona, en Estados Unidos.
Descubrió el arte drag a la edad de 13 años, al ver con un amigo la película The Rocky Horror Picture Show. Tres años más tarde conoció el denominado drag monster, al ver la primera temporada de The Boulet Brothers' Dragula. El propio Brian inició más tarde una carrera en este tipo de drag.

## Carrera
Compitió en la cuarta temporada de The Boulet Brothers' Dragula, que comenzó su emisión el 19 de octubre de 2021. En el primer episodio lució un look con numerosos elementos de terror para su presentación, inspirado en la película American Mary. Por otra parte, para la pasarela de dicho episodio, centrado en personajes icónicos del terror, lució un vestuario inspirado en el personaje Billy Doll de la franquicia Saw. Su interpretación y su look en pasarela no fueron del gusto del jurado, quienes la nominaron a la eliminación (conocida como "exterminación" en el programa) junto a la concursante La Zavaleta. Finalmente Zavaleta fue la vencedora del reto de exterminio, permaneciendo en la competición, por lo que Formelda se convirtió en la primera eliminada. Numerosos fans de la competición tacharon esta decisión como injusta.
Desde noviembre de 2022 es copresentador del podcast Drag Us To Hell.

## Filmografía

### Televisión
| Año  | Título                                      | Papel         | Notas       |
| ---- | ------------------------------------------- | ------------- | ----------- |
| 2021 | Meet Our Monsters                           | Formelda Hyde | 1 episodio  |
| 2021 | The Boulet Brothers' Dragula (4° temporada) | Concursante   | 3 episodios |

### Podcast
| Año   | Título          | Papel         | Notas        |
| ----- | --------------- | ------------- | ------------ |
| 2022- | Drag Us To Hell | Copresentador | 28 episodios |